# Fra den gamle købmandsgård
Pour plus de détails, voir Fiche technique et Distribution.
Fra den gamle købmandsgård est un film de Noël danois réalisé par Svend Methling (da) et Annelise Reenberg et sorti en 1951. 
Le scénario est librement basé de la pièce de théâtre populaire Jul i Købmandsgaarden (1936), adaptation théâtralisée par Thorvald Larsen du roman du même nom de 1917 écrit par Sophie Breum.

## Fiche technique
- Titre original : Fra den gamle købmandsgård
- Réalisation :  Svend Methling (da), Annelise Reenberg
- Scénario : Paul Sarauw, John Olsen, d'après une pièce de théâtre de Sophie Breum et de Thorvald Larsen
- Photographie : Kjeld Arnholtz, Annelise Reenberg
- Montage : Anker Sorensen
- Musique : Sven Gyldmark
- Pays d'origine : Danemark
- Langue originale : danois
- Format : noir et blanc
- Genre : Noël
- Durée : 117 minutes
- Dates de sortie :   
  - Danemark : 6 décembre 1951

## Distribution
- Sigrid Neiiendam : Fru Kelbjerg
- Svend Methling : Knud Kjelbjerg
- Astrid Villaume : Ida Kjelbjerg
- William Rosenberg : Carsten Cron
- Ellen Gottschalch : Madsine
- Rasmus Christiansen : Mads
- Helge Kjærulff-Schmidt : Stander
- Johannes Meyer : Hans Bjerre
- Ib Schønberg : Bombak
- Henry Nielsen : Voss